# Championnat de France de rugby à XIII 1955-1956
Navigation
Édition précédente Édition suivante
Le Championnat de France de rugby à XIII 1955-1956 oppose pour la saison 1955-1956 les meilleures équipes françaises de rugby à XIII au nombre de treize.

## Liste des équipes en compétition
| Albi Avignon Bordeaux Carcassonne Carpentras Cavaillon Lézignan Lyon Marseille Celtic Paris XIII Catalan Toulouse O. Villeneuve-sur-Lot |

Quatorze équipes participent au championnat de France de première division.

## Déroulement de la compétition

### Classement de la première phase
| Classement | Club               | Points | Matchs |
| 1er        | Albi               | 67     | 26     |
| 2e         | Avignon            | 65     | 26     |
| 3e         | Carcassonne        | 64     | 26     |
| 4e         | Marseille          | 64     | 26     |
| 5e         | Villeneuve-sur-Lot | 62     | 26     |
| 6e         | XIII Catalan       | 58     | 26     |
| 7e         | Bordeaux           | 55     | 26     |
| 8e         | Toulouse           | 52     | 26     |
| 9e         | Lézignan           | 51     | 26     |
| 10e        | Lyon               | 50     | 26     |
| 11e        | Cavaillon          | 48     | 26     |
| 12e        | Carpentras         | 34     | 26     |
| 13e        | Celtic de Paris    | 32     | 26     |
| 14e        | Bayonne            | 27     | 26     |

|  | Qualifié pour les demi-finales |

## Phase finale
|  | Demi-finales                 | Demi-finales                 | Demi-finales                 | Demi-finales                 |      |      | Finale                    | Finale                    | Finale                    | Finale                    |
|  |                              |                              |                              |                              |      |      |                           |                           |                           |                           |
|  | Le 13 mai 1956 à Carcassonne | Le 13 mai 1956 à Carcassonne | Le 13 mai 1956 à Carcassonne | Le 13 mai 1956 à Carcassonne |      |      | Le 27 mai 1956 à Toulouse | Le 27 mai 1956 à Toulouse | Le 27 mai 1956 à Toulouse | Le 27 mai 1956 à Toulouse |
|  | Albi                         | Albi                         | 9                            | 9                            |      |      | Le 27 mai 1956 à Toulouse | Le 27 mai 1956 à Toulouse | Le 27 mai 1956 à Toulouse | Le 27 mai 1956 à Toulouse |
|  | Albi                         | Albi                         | 9                            | 9                            |      |      | Le 27 mai 1956 à Toulouse | Le 27 mai 1956 à Toulouse | Le 27 mai 1956 à Toulouse | Le 27 mai 1956 à Toulouse |
|  | Marseille                    | Marseille                    | 2                            | 2                            |      |      | Le 27 mai 1956 à Toulouse | Le 27 mai 1956 à Toulouse | Le 27 mai 1956 à Toulouse | Le 27 mai 1956 à Toulouse |
|  | Marseille                    | Marseille                    | 2                            | 2                            | Albi | Albi | 13                        | 13                        |                           |                           |
|  | Le 13 mai 1956 à Marseille   |                              |                              |                              | Albi | Albi | 13                        | 13                        |                           |                           |
|  |                              |                              | Carcassonne                  | Carcassonne                  | 5    | 5    |                           |                           |                           |                           |
|  | Carcassonne                  | Carcassonne                  | Carcassonne                  | Carcassonne                  | 5    | 5    | 13                        | 13                        |                           |                           |
|  | Carcassonne                  | Carcassonne                  |                              |                              |      |      |                           | 13                        |                           |                           |
|  | Avignon                      | Avignon                      | 12                           | 12                           |      |      |                           |                           |                           |                           |
|  | Avignon                      | Avignon                      | 12                           | 12                           |      |      |                           |                           |                           |                           |

### Finale
(mt : 10 - 0)
Homme du match :
Points marqués :
- Albi: 3 essais de Couveignes (8e et 73e) et Berthomieu (22e) ; 1 transformation de Rives (8e) ; 1 pénalité de Rives (20e)
- Carcassonne: 1 essai de Poletti (49e) ; 1 transformation de Marty (49e).

Évolution du score : 5-0, 7-0, 10-0 (mi-temps), 10-5, 13-5.
Arbitre : M. Ribas
Spectateurs : 15 850
Composition des équipes :
- Albi: André Rives - Jean Couveignes, Corduriès, Pierre Lataste, Gilbert Verdié - Jean Deloncle (o), Georges Fages (m) - Jean-Marie Bez, Bougaron, Michel Roques, Serge Tonus, Gabriel Berthomieu, Marcel Blanc (c) - Entraîneur : Jean-Marie Vignal - Gaston Combes
- Carcassonne: Louis Poletti - Jean Nédorézoff, Gilbert Alberti, Claude Teisseire, André Marty - André Delpoux (o), Roger Guilhem (m) - Jean Dedieu, Louis Mazon, Jacques Savary, Brial, Henri Vaslin, Pierre Escourrou - Entraîneur : Félix Bergèse

Entraîné par le duo Jean-Marie Vignal-Gaston Combes qui ont connu en tant que joueur le titre du Championnat de France 1938, le RC Albigeois domine la saison régulière et bat le RC Marseille XIII en demi-finale 9-2. L'AS Carcassonne, entraîné par Félix Bergèse, a quant à lui éliminé le SO Avignon 13-12. Albi doit compter sur l'absence de Célestin Ayme en cette finale, victime d'une fracture du péroné contre Warrington et Carcassonne se passer de Guy Husson blessé à la cuisse et cédant sa place à Pierre Escourrou.
Sous un temps ensoleillé mais venteux au Stadium de Toulouse devant plus de 15 000 spectateurs, Albi avec le vent et le soleil dans leurs yeux lancent une contre-attaque par Jean Couveignes qui tape à suivre, rattrape le ballon et aplatit pour permettre à Albi de mener 5-0. Ce début de match voit Albi se maintenir longtemps dans le camp carcassonnais sans marquer de points, ces derniers procédant par contre-attaque dont une qui faillit aller au bout avec un essai marqué par Jean Nédorézoff en coin mais le poteau fut basculé avant. Albi décide ayant la main sur la ballon finit par avoir une pénalité aux 40 mètres qu'André Rives réussit portant le score à 7-0 à la 20e minute. A la reprise, Carcassonne ne s'organise pas bien, ce dont profite Gabriel Berthomieu qui file au second essai albigeois sans opposition. La partie devient alors très équilibrée où chaque équipe à ses occasions. Le brio de Gilbert Alberti et de Claude Teisseire ajouté à la défense d'Henri Vaslin répondent à la fougue albigeoise. Aucun autre point n'est marqué en cette première période qui voit donc Albi mener 10-0.
La seconde période voit d'entrée Carcassonne s'installer dans le camp albigeois, ce dernier résiste mais une nouvelle attaque emmené par Escourrour et Brial permet à l'arrière Louis Poletti de réduire le score avec un essai, transformé par André Marty. La partie reste dans le camp d'Albi, ce dernier résiste tant bien que mal aux assauts carcassonnais, les contre attaques ne vont pas au bout à l'image de Serge Tonus fauché de justesse avant l'en-but. Le jeu se déroule alors dans le camp albigeois, mais l'arrière Rives s'échappe, remonte 30 mètres, transmet à Marcel Blanc qui lance Couveignes, ce dernier perce la défense adverse et évite le plaquage de Poletti pour marquer le troisième essai d'Albi à 7e minute de la fin. Cette action scelle le score malgré l'installation en fin de partie de Carcassonne dans le camp d'Albi, ce dernier fait bloc et remporte le second titre de son histoire dix-huit ans après le premier. Albi a construit le titre grâce à la supériorité de ses avants en première mi-temps.

## Effectifs des équipes présentes
| Albi      | Célestin Ayme Gabriel Berthomieu Jean-Marie Bez Marcel Blanc Bougaron Claude Boutonnet Louis Combettes Corduriès Jean Couveignes Jean Deloncle Bernard Fabre Georges Fages Charles Galaup Pierre Lataste André Rives Roques Serge Tonus Gilbert Verdié Viguier Entraîneur : Jean-Marie Vignal Gaston Combes | Carcassonne        | Gilbert Alberti Brial Jean Dedieu André Delpoux Pierre Escourrou Fabre François Gril Roger Guilhem Jammes Guy Husson Louis Labatut Liary André Marty Louis Mazon Jean Nédorézoff Pariset Louis Poletti Savary Claude Teisseire Henri Vaslin                                 |
| Avignon   | André Béraud André Casas Henri Cazade Paul Césard Guy Delaye Jacques Fabre Maurice Fabvre Robert Grangeon René Jean (m) Jacques Maigre Jacques Merquey Augustin Parent Georges Rascol (o) Jean Rouqueirol André Savonne Entraîneur : Abel Mayen                                                             | Marseille          | Jean Acquaviva Auguste Ambert Maurice André Antranick Apellian Eugène Billione Roger Carmouze André Cruciani Raymond Damiani Jean Dop Feredo André Gay Albert Lavantes Jean Mariat Robert Moncéré Denis Morelli Raoul Pérez Henri Prudon François Rinaldi G. Rinaldi Vanini |
| Bordeaux  | Clément Andrinople André Audy (o) Angélo Boldini André Carrère Raymond Contrastin André Ducasse Christian Duplé Jean Hatchondo Adolphe Inza Jean-Michel Lueza (m) Mora Francis Palats Razo Armand Save Soulier Yves Treilhes Entraîneur : Jean Duhau                                                        | XIII Catalan       | Allies Ascola Guy Bruzy Henri Delhoste Jean Garreta José Guasch Francis Lévy Martin Maso Robert Médus Jean Pambrun Pellegry Puig-Aubert Vergès |
| Cavaillon | Buisson Fabeyrac Roger Frassi Garcia Gilbert Germano François Montrucolis André Vadon | Villeneuve-sur-Lot | Carrère Jacques Dubon Pascal Eito Estrada Jean Foussat Gironde Gruppi Antoine Jimenez Lopez Murari Ermes Tarozzi Tavelle Pierre Touton |
| Toulouse  | Gilbert Benausse René Benausse Bernard Besset Bezombes Blanc Fernand Cantoni Vincent Cantoni Castel Paul Caujolle Bernard Cesses Maurice Descous Destarac Héraës Lô Jean Rovira Viès | Carpentras         | Achard Baldet Bernard Bertrand Boni Cazaux Guy Cardona Joseph Guiraud Leydier Manzano Nietto Pérez Pierre Uranga |
| Lyon      | Jean Audoubert Bastianelli Duffort Joseph Krawczyk Giriat Lucia Martinez Roger Rey Henri Tatarzinski Joseph Vanel Maurice Voron | Celtic de Paris    | Arrieta Baby Conquet René Lasserre Menichelli Piola |
| Bayonne   | Barnabé Jean Darricau Marcadet Mary Recart | Lézignan           | Andreu Roger Arcalis Louis Calmet Clottes Condouret Francès Lacans Laguens Lhomme Martinolle Marty Micheu Munoz Pazos Plana Édouard Ponsinet Rancoules Raynaud Villemur |